# Мокролушки поток
Мокролушки поток је водоток и десна притока Саве, један од 40 река и потока који су некада текли Београдом, а данас су већином спроведени у подземље и претворени у колекторе, кишне или канализационе.
Његовим пређашњим коритом данас се пружају следеће београдске улице: улица Заге Маливук, улица Римска, Устаничка (не целом дужином, већ само до између улице Војводе Тозе и улице Грчића Миленка), улица Стефана Првовенчаног, односно нишки ауто-пут, све до Мостара, где се, некада Мокролушки поток, а данас - колектор улива у Саву.
Мокролушки поток настаје у источном београдском насељу Велики Мокри Луг (општина Звездара), по коме је и добио име, на падинама Мокролушког брда и Стражарске косе. У почетку тече правцем север-северозапад, а затим углавном ка северозападу, паралелно или испод Ауто-пута (грађен 1967 - 74.), који пролазећи кроз Београд углавном користи долину потока. Када дође до насеља Медаковић III (на левој обали, иза Мокролушког гробља, које је на десној страни), поток први пут одлази под земљу.
Након око једног километра подземног тока, поток опет излази на површину у насељу Медаковић II, да би после још једног километра коначно одглумио понорницу у насељу Маринкова Бара. Раније је текао насељима Душановац, Аутокоманда и Јатаган мала. Иза узвишења Губеревац (на коме се налазила Душевна болница, а данас Клиничко-болнички центар), где се данас налази Мостарска петља на ауто-путу према мосту Газела, поток је улазио у алувијалну раван Саве, у коју се уливао.
Подручје у доњем делу долине сада подземног потока (са леве стране) коришћено је за ископавање земље и шљунка којима су насипане мочваре на десној обали Саве - Бара Венеција код Савамале - како би се могла изградити главна београдска железничка станица. Након завршетка тих радова, остао је дуг усек назван Прокоп, где је првобитно било сиротињско насеље а сада већ дуги низ година стоји градилиште нове железничке станице. Пре Другог светског рата поток се уливао у канал код Булевара Ослобођења.

## Неке притоке
Као и Мокролушки поток и његове притоке су делом или у потпуности прекривене:
- Кумодрашки поток (лева) - састајали су се код дрвеног моста у Ђурђевској улици[1] (Мишка Јовановића).
- Дубоки поток (Београд) (десна)
- Чубурски поток (десна)